# José Carrera García
José Carrera García (Ciudad Serdán, Puebla, México; 20 de julio de 1995) es un futbolista mexicano. Juega de centrocampista y su equipo actual es Central Valley Fuego de la USL League One.

## Estadísticas
Actualizado al último partido disputado el 21 de noviembre de 2019.
| PSA Elite Estados Unidos                           |               |               |    |   |   |   |   |    |    |   |
| 4.ª                                                | 2015          | -             | -  | 2 | 0 | - | - | 2  | 0  |   |
| Total club                                         | Total club    | 0             | 0  | 2 | 0 | 0 | 0 | 2  | 0  |   |
| Golden State Force Estados Unidos                  |               |               |    |   |   |   |   |    |    |   |
| 3.ª                                                | 2016          | 7             | 3  | 0 | 0 | 0 | - | 7  | 3  |   |
| 3.ª                                                | 2017          | 8             | 6  | 1 | 0 | - | - | 9  | 6  |   |
| Total club                                         | Total club    | 15            | 9  | 1 | 0 | 0 | 0 | 16 | 9  |   |
| Celaya · México                                    |               |               |    |   |   |   |   |    |    |   |
| 2.ª                                                | 2018-19       | 15            | 0  | 1 | 0 | - | - | 16 | 0  |   |
| 2.ª                                                | 2019-20       | 5             | 0  | 1 | 0 | - | - | 6  | 0  |   |
| Total club                                         | Total club    | 20            | 0  | 2 | 0 | 0 | 0 | 22 | 0  |   |
| Total carrera                                      | Total carrera | Total carrera | 35 | 9 | 5 | 0 | 0 | 0  | 40 | 9 |
| (1) Incluye datos de la U.S. Open Cup y la Copa MX |               |               |    |   |   |   |   |    |    |   |